# Heinrich Rehbein (Politiker)
Heinrich Rehbein (* 24. August 1939 in Göttingen; † 31. August 2020 in Dransfeld) war ein deutscher Kommunalpolitiker der SPD. In den Jahren 1991 bis 2002 war er Landrat des Landkreises Göttingen.

## Leben

### Ausbildung und erstes politisches Engagement
Heinrich Rehbein absolvierte eine Ausbildung zum Betriebswirt (VWA). Im Jahr 1955 trat er in die SPD ein und wurde gleichzeitig Gewerkschaftsmitglied.

### Kommunalpolitik
Seine weitere politische Laufbahn vollzog sich ab 1973 in seiner Heimatstadt Dransfeld, wo er bis 1980 Mitglied im Stadtrat und bis 1998 Mitglied im Samtgemeinderat war. Im Jahr 1976 wurde Rehbein zum Samtgemeindebürgermeister von Dransfeld gewählt. Das Amt übte er, mit einer Unterbrechung von vier Jahren, bis 1996 aus. Dem Göttinger Kreistag gehörte er als Abgeordneter in den Jahren 1976 bis 1998 an. Darüber hinaus engagierte er sich von 1986 bis 1991 im Präsidium des Niedersächsischen Städte- und Gemeindebundes sowie als Vorsitzender des Kreisverbandes Göttingen.

### Landrat
Am 21. November 1991 wurde Rehbein auf der konstituierenden Sitzung des Kreistages einstimmig zum ehrenamtlichen Landrat des Landkreises Göttingen und Nachfolger von Willi Döring gewählt.
Im Jahr 1998 fand erstmals eine Direktwahl eines hauptamtlichen Landrats statt. Dieser ersetzte die beiden bisherigen Funktionen Ehrenamtlicher Landrat und Oberkreisdirektor entsprechend der Reform des Niedersächsischen Kommunalverfassungsrechts von 1996. Bei der Stichwahl am 1. März 1998 konnte Rehbein sich mit 57,5 zu 42,7 % der Wählerstimmen gegen den Kandidaten der CDU, den Göttinger Kulturdezernenten Joachim Kummer, durchsetzen.
Obwohl seine Amtszeit erst im Jahr 2006 regulär geendet hätte, erklärte er am 6. August 2002 aus gesundheitlichen Gründen seinen Rücktritt. Am 1. Oktober schied er aus dem Amt und ging in den vorzeitigen Ruhestand. Zu seinem Nachfolger wurde Reinhard Schermann gewählt.

## Wirken
In seiner Amtszeit als Bürgermeister und später als Landrat trug er ab 1990 wesentlich zur Begründung von deutsch-ungarischen Partnerschaften auf kommunaler und Landkreis-Ebene in Südniedersachsen und Nordhessen bei. Die seit 1991 bestehende Partnerschaft zwischen der Samtgemeinde Dransfeld und Rácalmás gehörte zu den ersten ihrer Art in Deutschland.

## Auszeichnungen
Für sein Engagement bei der Förderung und Vertiefung der deutsch-ungarischen Beziehungen wurde er im Jahr 2005 vom ungarischen Staatspräsidenten László Sólyom mit dem Ritterkreuz des Verdienstordens der Republik Ungarn ausgezeichnet. Die Verleihung fand am 7. Dezember im Rahmen einer Feierstunde in der ungarischen Botschaft in Berlin statt.

## Sonstiges
Heinrich Rehbein war verheiratet und Vater von vier Kindern. Er lebte seit dem Jahr 1969 in Dransfeld. Zu seinem politischen Vorbild zählte er Willy Brandt.